# Cracca leptostachya
Cracca leptostachya là một loài thực vật có hoa trong họ Đậu. Loài này được (DC.) Rusby mô tả khoa học đầu tiên năm 1893.